# Municipio de Grant (condado de DeKalb, Indiana)
El municipio de Grant (en inglés: Grant Township) es un municipio ubicado en el condado de DeKalb en el estado estadounidense de Indiana. En el año 2010 tenía una población de 3245 habitantes y una densidad poblacional de 71,64 personas por km².

## Geografía
El municipio de Grant se encuentra ubicado en las coordenadas 41°25′11″N 85°1′12″O / 41.41972, -85.02000. Según la Oficina del Censo de los Estados Unidos, el municipio tiene una superficie total de 45.3 km², de la cual 45,24 km² corresponden a tierra firme y (0,14 %) 0,06 km² es agua.

## Demografía
Según el censo de 2010, había 3245 personas residiendo en el municipio de Grant. La densidad de población era de 71,64 hab./km². De los 3245 habitantes, el municipio de Grant estaba compuesto por el 96,06 % blancos, el 0,34 % eran afroamericanos, el 0,31 % eran amerindios, el 0,03 % eran asiáticos, el 1,14 % eran de otras razas y el 2,13 % eran de una mezcla de razas. Del total de la población el 3,2 % eran hispanos o latinos de cualquier raza.